# Graurücken-Dickkopf
Der Graurücken-Dickkopf (Colluricincla boweri) ist ein Sperlingsvogel aus der Gattung Colluricincla innerhalb der Familie der Dickköpfe und ist ein Vertreter der Avifauna Australiens.
Die Bestandssituation des Graurücken-Dickkopfs wird von der IUCN als ungefährdet (least concern) eingestuft. Es werden keine Unterarten unterschieden.

## Beschreibung
Der Graurücken-Dickkopf erreicht eine Körperlänge von 19,5 bis 21 Zentimetern und ein Gewicht zwischen 39 und 48 Gramm. Er ist damit innerhalb der Familie der Dickköpfe eine mittelgroße Art und erinnert an eine Drossel. Der Kopf ist im Verhältnis zum Körper groß und das Schwanzgefieder ist proportional klein. Es besteht ein geringfügiger Geschlechtsdimorphismus.

### Männchen
Bei den Männchen sind der Scheitel und die Kopfseiten sowie der Hals, der Oberkörper und die Oberseite des Schwanzgefieders einfarbig dunkel braungrau. Die Zügel sind blass grau. Bei einigen Individuen findet sich auch ein diffuser, blass rotbrauner Überaugenstreif, der von den Stirnseiten bis knapp über das Auge verläuft. Das Kinn ist cremefarben, die übrige Körperunterseite matt rotbraun mit einer individuell unterschiedlich ausgeprägten grauen Strichelung an Kehle und Brust. Das Schwanzgefieder ist auf der Unterseite bräunlich grau. Der Schnabel ist schwarz, die Iris ist rotbraun. Der Orbitalring ist grau. Die Beine und Füße sind blaugrau.

### Weibchen
Die Weibchen ähneln weitgehend den Männchen, weisen aber einen breiten rotbraunen Überaugenstreif auf, der von den Stirnseiten bis hinter das Auge verläuft. Das Auge ist außerdem von einem rötlich-braunen Federring umgeben, der allerdings nicht völlig geschlossen ist. Dieser Federring fehlt bei den Männchen vollständig. Die Zügel sind bei den Weibchen cremefarben und nicht grau wie bei den Männchen. Der Schnabel ist matter als bei den Männchen und dunkelgrau bis schwarzgrau. Die Iris ist dunkelbraun mit einem etwas weniger ausgeprägten Rotton als bei den Männchen.

## Verwechslungsmöglichkeiten
Im Verbreitungsgebiet des Graurücken-Dickkopfs kommt auch der Wald-Dickkopf vor, der dem Graurücken-Dickkopf oberflächlich ähnelt. Die beiden Arten sind jedoch in unterschiedlichen Höhenlagen anzutreffen: Der Wald-Dickkopf kommt nur selten über 600 Höhenmetern vor und ist im Inneren von Regenwäldern nicht anzutreffen. Er ist außerdem schlanker gebaut und hat einen proportional längeren Schwanz als der Graurücken-Dickkopf. Er weist außerdem keine oder nur eine sehr undeutliche Strichelung auf dem Brust- und Kehlgefieder auf.

## Verbreitungsgebiet und Lebensraum
Der Graurücken-Dickkopf kommt ausschließlich in den feuchten Regenwäldern im Nordosten des australischen Bundesstaates Queensland vor. Die nördliche Verbreitungsgrenze liegt südlich von Cooktown und der Paluma Range und erstreckt sich bis zum Atherton Tableland.
In seinem Verbreitungsgebiet besiedelt der Graurücken-Dickkopf tropische Berg-Regenwälder. Er kommt dabei sowohl im Primär- als auch im Sekundärwald vor. Die Wanderbewegungen des Graurücken-Dickkopfs sind noch nicht abschließend untersucht. Er gilt aber als Standvogel – die wenigen Daten, die anhand von beringten und wieder aufgefundenen Vögeln gewonnen werden konnten, weisen auf eine große Ortstreue hin.

## Lebensweise
Der Graurücken-Dickkopf lebt einzelgängerisch oder paarweise. Gelegentlich ist er auch mit dem Zahnlaubenvogel vergesellschaftet. Er hält sich häufig in Bodennähe auf und ist grundsätzlich ein unauffälliger Vogel, der seine Anwesenheit vor allem durch seine Rufe verrät.
Die Nahrung besteht ausschließlich aus Insekten, die er im Blattwerk von Bäumen findet. Während der Nahrungssuche hält er sich überwiegend im unteren Bereich des Waldes auf.
Die Brutzeit fällt in den Zeitraum Oktober bis Januar. Jungvögel werden von November bis Januar beobachtet. Das Nest befindet sich gewöhnlich in einer Astgabel oder im dichten Kletterpflanzendickicht. Das Nest ist napfförmig und wird aus kleinen Ästen, Wurzeln, toten Blättern und Teilen von Farnwedeln gebaut. Das Gelege besteht gewöhnlich aus zwei Eiern. Die Elternvögel ziehen in einer Brutzeit meistens zwei Gelege groß. Beide Elternvögel brüten. Brutdauer und Zeitdauer, bis die Nestlinge flügge sind, sind nicht bekannt.

## Lebenserwartung
Graurücken-Dickköpfe haben mindestens eine Lebenserwartung von sieben Jahren.

## Einzelbelege
1. ↑   Handbook of the Birds of the World zum Graurücken-Dickkopf, aufgerufen am 2. Juli 2017
2. 1 2   Higgins (Hrsg.): Handbook of Australian, New Zealand & Antarctic Birds. Band 6, S. 1180.
3. 1 2 3   Higgins (Hrsg.): Handbook of Australian, New Zealand & Antarctic Birds. Band 6, S. 1181.
4. ↑   Higgins (Hrsg.): Handbook of Australian, New Zealand & Antarctic Birds. Band 6, S. 1183.
5. ↑   Higgins (Hrsg.): Handbook of Australian, New Zealand & Antarctic Birds. Band 6, S. 1182.